# 萬年寺 (さいたま市)
萬年寺（ばんねんじ）は、埼玉県さいたま市見沼区にある曹洞宗の寺院である。山号は長昌山。見沼代用水東縁西岸の高台にあり、境内には、見沼干拓工事の功労者・井沢弥惣兵衛の頌徳碑がある。

## 歴史
創建・開基は不詳。応仁年間（1467年～1468年）以後、廃寺同然だったと伝えられる。
永正6年（1509年） - 龍穏寺（埼玉県入間郡越生町）七世の節庵良筠（せつあんりょういん）が龍穏寺の末寺として再興した。
慶長元年（1596年） - 火災にあうが、土呂村領主の旗本・初鹿野昌吉が中興。徳川家康から朱印地20石を賜った。
元禄年間（1688年～1703年） - 見沼溜井の水害にあい、現在の高台に移転。
享保12年（1727年） - 当寺にて井沢弥惣兵衛爲永が見沼干拓工事の指揮を執る。

## 文化財
本尊は木造釈迦如来坐像で、さいたま市の指定有形文化財（彫刻）である。

## 行事
| 山門（2011年10月） |  | 井沢弥惣兵衛の頌徳碑 |
| 山門（2011年10月） |  | 井沢弥惣兵衛の頌徳碑 |

8月15日に、見沼の竜神と井沢弥惣兵衛の霊を祀る「竜神灯」が行われる。